# Arystobul I
     sytuacja w 104 p.n.e.
     tereny podbite

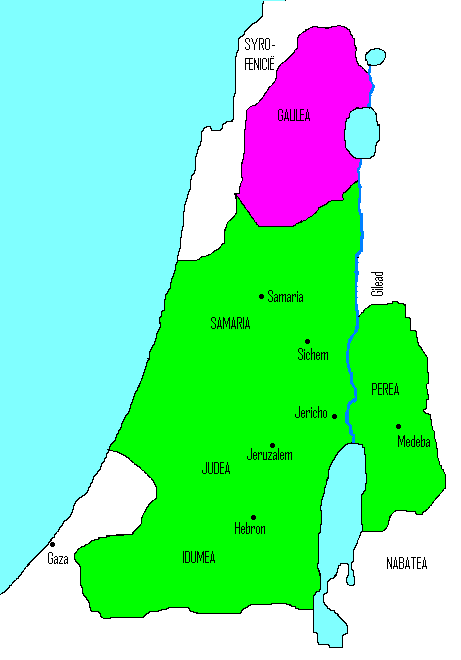
Państwo Machabeuszy za Arystobula I
sytuacja w 104 p.n.e.
tereny podbite

Arystobul I zwany Filhellenem (zm. 103 p.n.e.) – władca Judei i arcykapłan od 104 p.n.e. z dynastii Hasmoneuszy, przybrał tytuł królewski jako pierwszy z dynastii hasmonejskiej – jego poprzednicy posługiwały się tytułem etnarszym, gdyż zgodnie z Biblią na tronie królewskim Izraela mogli zasiadać tylko potomkowie króla Dawida. Był najstarszym synem Jana Hirkana I, który umierając uznał swoją żonę, a matkę Arystobula I za prawowitą władczynię. Niezadowolony z takiego obrotu spraw Arystobul I uwięził ją i głodził, a sam ogłosił się władcą. Jednak w 104 r. p.n.e. ciężko zachorował w efekcie czego umarł. Arystobul I był wrogo usposobiony do faryzeuszy i prześladował ich. Po jego śmierci na tron wstąpił jego brat Aleksander Jannaj, który razem ze swoimi braćmi został wypuszczony z więzienia przez Aleksandrę – wdowę po Arystobulu I.